# Екатерининский сад (Симферополь)
Па́рк культу́ры и о́тдыха «Екатерининский сад» (ранее: Городско́й Сад, Симферопольский па́рк культу́ры и о́тдыха, Центра́льный па́рк культу́ры и о́тдыха) — старейший и самый первый общественный парк города Симферополя. Первое упоминание о нём датируется 1809 годом. Является одной из достопримечательностей города. Расположен в центральной части города, за кинотеатром «Симферополь». Парк ограничен проспектом Кирова, улицами Ленина, Шмидта и Набережной имени 60-летия образования СССР. 28 июля 2016 года решением сессии Симферопольского городского совета Центральный парк культуры и отдыха переименован в Парк культуры и отдыха «Екатерининский сад».

## История

### Основание
На месте современного парка возле реки Салгир была свалка, от которой дурной запах распространялся по округе Симферополя. Неподалеку от парка находился дом губернатора и необходимо было ликвидировать этот запах. Первая попытка создания парка была предпринята в 1809 году, однако из-за Отечественной Войны 1812 года строительные работы в парке были остановлены, ограда и саженцы были расхищены.
После окончания войны власти города вернулись к вопросу создания парка. И в 1820 году, как свидетельствует исторические документы, был разбит казённый сад в английском стиле. Впоследствии сад стали называть Бульварным. Сад был с красивым центральным входом и оградой. Однако в 1871 году городская управа обратилась с просьбой заменить обветшалый забор, который защищал бы сад от свиней местных жителей.

### Период революций
До начала Октябрьской революции сад преобразился. Был построен летний театр, ресторан. В центре парка торжественно открыт грандиозный монумент Екатерине II. Парк стал местом прогулок и отдыха аристократии.
Как гласит история, в 1905 году, на фоне гражданских волнений в Российской империи, городской парк стал местом трагических событий. 18 октября был издан царский манифест «о незыблемой основе гражданских свобод». Этот манифест симферопольцы встретили ликованием, провели демонстрацию, прошли до городской тюрьмы, где потребовали освобождения политических заключённых. Администрация тюрьмы была вынуждена отпустить заключённых. Манифестанты вместе с заключёнными двинулись в городской сад, где планировали провести митинг. Но в саду их уже ожидали черносотенцы с ломами, дубинами, револьверами в руках. По данным историков, в тот день, возле памятника Екатерине, напротив губернского дома было убито 45 человек и изувечено 56 человек. Массовые жертвы вызвали волну новых забастовок.
В память о событиях 1905 года у центрального входа в парк, на здании кинотеатра «Симферополь» была установлена мемориальная доска.

### Советский период
Вскоре после Гражданской войны, когда в Крыму установилась советская власть, памятник Екатерине II был снят и на его месте установлен новый памятник «Памятник Свободы». На постаменте стояла фигура рабочего, который молотом разбивает цепи, опоясывающие земной шар.
25.06.1922 года в Городском Саду возле «Памятника Свободы» был проведён митинг с участием М. И. Калинина и В. И. Петровского. В память об этом событии в парке установлен памятный знак с барельефами двух революционных деятелей. Знак не сохранился — был разбит вандалами и не восстановлен.
Перед началом Великой Отечественной войны «Памятник Свободы» был заменён на памятник Ленину. Однако в годы оккупации немцы его разрушили. После оккупации горожане вновь водрузили фигуру бронзовую фигуру Ленина в полный рост. Этот памятник ранее стоял на пересечении улицы Розы Люксембург (совр. Александро-Невской) и Пушкина. Памятник был сохранён двумя жителями (закопан ночью перед оккупацией в Пионерском Саду (современный Сквер Победы) двумя горожанами). Впоследствии и этот памятник был снят и передан в краеведческий музей. На месте памятника был сооружён фонтан, перед которым вновь был сооружён пьедестал, на котором водрузили памятник Сталину и Ленину. Фигура Ленина была сидящей, а рядом с ней стояла фигура Сталина.
В 1970-х годах парк вновь был реконструирован, посажены новые деревья, проложены дорожки. Парк не избежал советской моды на скульптуры античных героев и спортсменов. Построен фонтан с бассейном для детей. Но сама площадь была сокращена на 30 %.

### Современный период
В начале 1990-х годов парк пришёл в запустение. Неухоженные деревья и памятные знаки имели плачевное состояние.
В 2007 году была осуществлена первая волна реконструкции парка. Были сооружены два искусственных ставка с дренажной системой, установлены новые скамейки, облагорожены дорожки. Однако, спустя некоторое время обновлённые места парка пришли в жалкое состояние. Ставки стали напоминать болота с мусором.
Следующий этап реконструкции анонсировали власти в 2014 году, в канун 230-летия города Симферополя. Власти запланировали полностью обновить облик Центрального Парка и реконструировать неработающий фонтанный комплекс.
В 2016 году, по инициативе региональной общественной организации «Русское единство» (председатель — Елена Аксенова), в парке, на месте фонтанного комплекса, был установлен масштабный монумент основательнице города Симферополя — российской императрице Екатерине II. Памятник представляет собой 10-метровую 7-тонную многофигурную композицию, во главе которой находится бронзовая статуя императрицы, по бокам — бюсты и статуи Василия Долгорукова-Крымского, Григория Потемкина-Таврического, Александра Суворова и Якова Булгакова. Макет монументальной композиции был разработан художниками Александром Чекуновым и Дмитрием Старцевым, опиравшимися в своей работе на сохранившиеся описания и фотографии памятника Екатерине II. Непосредственно восстановлением памятника занимались московские скульпторы Константин Кубышкин и Игорь Яворский. Основную материальную поддержку восстановлению памятника Екатерине II в г. Симферополе оказал Фонд святителя Василия Великого.
В парке возле памятника Екатерине II, на месте «Зеленого театра», построена гостиница, о недопустимости открытия которой говорила администрация Симферополя.
На 2017 год по Роскадастру площадь парка уменьшена на 1,366 га до 4,082 га.

## Описание
Общая территория составляет 4,88 га, но основная площадь составляет 3,8 га. Остальная площадь формально считается зоной озеленения набережной Салгира.

### Архитектурный стиль
Центральный парк был создан в английском стиле. Однако современный парк представляет собой парк смешанного стиля. Первоначальный стиль сохранился лишь возле восточной части парка — фонтана и центрального входа. Сама территория парка разбита на 25 участков, 9 из которых активного отдыха и 16 — тихого. Хозяйственной зоны нет. В парке наблюдается густая сеть стихийных троп.

### Флора парка
В парке при основании были посажены ценные хвойные породы: можжевельник виргинский, туя западная и гигантская, биота восточная, пихта испанская и нумидийская. Однако первоначальной флоры не сохранилось. Согласно анализу, проведённому в 2013 году, древесно-кустарниковые насаждения занимают 78 % всей площади парка. По информации доцента Потёмкиной Н. В., в современном парке растут 857 экземпляров деревьев и кустарников: биота восточная, сирень обыкновенная, сирень персидская, ясень высокий, сосна крымская и обыкновенная, каркас голый, кедр атласский, плосковеточник восточный, ель колючая, гледичия трёхколючковая, робиния лжеакация, маклюра яблоконосная, самшит вечнозеленый, софора японская, орех грецкий, жимолость татарская, клён ясенелистный, гледичия трёхколючковая, чубушник венечный, спирея Вангутта, тис головчатый и клён каппадокийский. Но часть этих деревьев, по словам исследователя, следует заменить ввиду их усыхания и старения.

## Исторические и важные объекты
- Фонтан Савопуло — источник, известен с 1857 года. Восстановлен в 2007 году. У фонтана снимали кадры фильма «Шофёр на один рейс»[11].
- Памятник Екатерине ІІ — утрачен в 1921 году. На месте монумента в 2007 году установлен памятный знак. Восстановленный по старым фотографиям памятник Екатерине Великой открыт 19 августа 2016 года.
- Памятник Свободы — утрачен.
- Памятник Ленину (1940) — утрачен.
- Памятник Ленину и Сталину — утрачен.
- Памятник Ленину — перенесен в экспозицию музея.
- Кинотеатр «Симферополь»
- Мемориальная доска о первой политической демонстрации в Симферополе.
- Зелёный театр — утрачен, на его месте, в центральной части парка возле памятника Екатерине ІІ, построен отель[10].